# Амиргалиев, Имамеден
Имамеден Амиргалиев (каз. Имамедин Әмірғалиев; 1898 год, село Ногайбай — дата и место смерти не известны) — старший табунщик колхоза имени Будённого Урдинского района Западно-Казахстанской области, Казахская ССР. Герой Социалистического Труда (1949).

## Биография
Родился в 1898 году в крестьянской семье в селе Ногайбай. Участвовал в установлении советской власти в Северном Казахстане. С конца 20-х годов XX столетия работал пастухом, табунщиком, старшим табунщиком в колхозе имени Будённого Урдинского района. Участвовал в Великой Отечественной войне. После демобилизации возвратился в Казахстан, где продолжид работать табунщиком в колхозе имени Будённого.
В сложных зимних условиях 1948—1949 годов полностью сохранил поголовье табуна и получил высокий приплод жеребят. Указом Президиума Верховного Совета СССР от 22 октября 1949 года удостоен звания Героя Социалистического Труда с вручением ордена Ленина и золотой медали «Серп и Молот».

## Награды
- Герой Социалистического Труда — указом Президиума Верховного Совета СССР от 22 октября 1949 года
- Орден Ленина